# سمك فوق سطح البحر (فلم)
سمك فوق سطح البحر (بالإنجليزية: Fish Above Sea Level) هو فيلم دراما تم إنتاجه في الأردن وصدر في سنة 2011.

## وصلات خارجية
- مقالات تستعمل روابط فنية بلا صلة مع ويكي بيانات